# Китагава
Китагава (яп. 北川村 Китагава-мура) — село в Японии, находящееся в уезде Аки префектуры Коти. Площадь села составляет 196,91 км², население — 1288 человек (1 августа 2014), плотность населения — 6,54 чел./км².

## Географическое положение
Село расположено на острове Сикоку в префектуре Коти региона Сикоку. С ним граничат город Мурото, посёлки Ясуда, Тано, Нахари, Тоё, Кайё и село Умадзи.

## Население
Население села составляет 1288 человек (1 августа 2014), а плотность — 6,54 чел./км². Изменение численности населения с 1980 по 2005 годы:
| 1980 | 1907 чел. |  |
| 1985 | 1815 чел. |  |
| 1990 | 1706 чел. |  |
| 1995 | 1650 чел. |  |
| 2000 | 1591 чел. |  |
| 2005 | 1478 чел. |  |

## Символика
Деревом села считается Paulownia tomentosa, птицей — Zosterops japonicus.